# Copa América de 2019 – Fase final
A fase final da Copa América de 2019, 46ª edição desta competição realizada quadrienalmente pela Confederação Sul-Americana de Futebol (CONMEBOL), definiu a seleção campeã desta edição. Qualificaram-se para esta fase as seleções do Brasil, Peru e Venezuela pelo grupo A, Colômbia, Argentina e Paraguai pelo grupo B, e Uruguai e Chile pelo grupo C.

## Equipes qualificadas
As duas melhores equipes colocadas de cada um dos três grupos, junto com as duas melhores equipes terceiras colocadas, se qualificaram para a fase eliminatória. 
| Gr. | Vencedores | Vice-campeões | Terceiros colocados |
| --- | ---------- | ------------- | ------------------- |
| A   | Brasil     | Venezuela     | Peru                |
| B   | Colômbia   | Argentina     | Paraguai            |
| C   | Uruguai    | Chile         | –                   |

## Histórico dos confrontos

### Quartas de final
Brasil vs. Paraguai
As seleções do Brasil e do Paraguai enfrentaram-se 79 vezes, sendo 16 partidas válidas pelas Eliminatórias da Copa do Mundo FIFA, 33 partidas amistosas e 30 pela Copa América. O Brasil 47 venceu partidas, marcando 173 gols ao total, enquanto o Paraguai venceu 11 partidas, marcando 66 gols ao total, tendo 21 partidas empatadas. A maior diferença de gols em partidas vitoriosas do Brasil ocorreu no dia 11 de maio de 1949 pelo placar de 7–0, válida pelo Campeonato Sul-Americano de Futebol de 1949. Já para o Paraguai, a vitória com maior diferença de gols ocorreu no dia 17 de março de 1963, pelo placar de 2–0, válida pela Campeonato Sul-Americano de Futebol de 1963.
Venezuela vs. Argentina
As seleções da Venezuela  e da Argentina enfrentaram-se 24 vezes, sendo 14 partidas válidas pelas Eliminatórias da Copa do Mundo FIFA, cinco partidas amistosas e cinco pela Copa América. A Argentina venceu 20 partidas, marcando 82 gols ao total, enquanto a Venezuela venceu duas partidas, marcando 17 gols ao total, tendo duas partidas empatadas. A maior diferença de gols em partidas vitoriosas da Argentina ocorreu no dia 9 de agosto de 1975 pelo placar de 11–0, válida pela Copa América de 1975. Já para a Venezuela, a vitória com maior diferença de gols ocorreu no dia 22 de março de 2019, pelo placar de 3–1, em partida amistosa.
Colômbia vs. Chile
As seleções da Colômbia e do Chile enfrentaram-se 38 vezes, sendo 14 partidas válidas pelas Eliminatórias da Copa do Mundo FIFA, onze partidas amistosas e 13 pela Copa América. A Colômbia venceu dez partidas, marcando 67 gols ao total, enquanto o Chile venceu quinze partidas, marcando 50 gols ao total, tendo treze partidas empatadas. A maior diferença de gols em partidas vitoriosas da Colômbia ocorreu no dia 1 de setembro de 1996 pelo placar de 4–1, válida pelas Eliminatórias da Copa do Mundo FIFA de 1998. Já para o Chile, a vitória com maior diferença de gols ocorreu no dia 1 de agosto de 1965, pelo placar de 7–2, válida pelas Eliminatórias da Copa do Mundo FIFA de 1966.
Uruguai vs. Peru
As seleções do Uruguai e do Peru enfrentaram-se 65 vezes, sendo uma partida válida pela Copa do Mundo FIFA, 18 pelas Eliminatórias da Copa do Mundo FIFA, 26 partidas amistosas e 20 pela Copa América. O Uruguai venceu 36 partidas, marcando 109 gols ao total, enquanto o Peru venceu 16 partidas, marcando 62 gols ao total, tendo 13 partidas empatadas. A maior diferença de gols em partidas vitoriosas do Uruguai ocorreu no dia 17 de junho de 2008 pelo placar de 6–0, válida pelas Eliminatórias da Copa do Mundo FIFA de 2010. Já para o Peru, a vitória com maior diferença de gols ocorreu no dia 26 de junho de 2007, pelo placar de 3–0, válida pela Copa América de 2007.

## Estádios
Os jogos da fase final foram disputados nos estádios localizados nas cidades de São Paulo, Rio de Janeiro, Porto Alegre, Salvador e Belo Horizonte.
| Estádio do Maracanã | Estádio Mineirão   | Arena do Grêmio    |
| Capacidade: 78 838  | Capacidade: 58 170 | Capacidade: 55 662 |
|                     |                    |                    |
| QF2 e FI            | SF1                | QF1 e SF2          |
| Salvador            | São Paulo          |                    |
| Arena Fonte Nova    | Arena Corinthians  |                    |
| Capacidade: 51 900  | Capacidade: 47 605 |                    |
|                     |                    |                    |
| QF4                 | QF3 e DTL          |                    |

## Esquema
Todos os jogos seguem o fuso horário de Brasília (UTC−3).
|  | Quartas de final             | Quartas de final          |                             |       | Semifinais     | Semifinais     |  |  | Final                  | Final |
|  |                              |                           |                             |       |                |                |  |  |                        |       |
|  | 27 de junho – Porto Alegre   |                           |                             |       |                |                |  |  |                        |       |
|  |                              |                           |                             |       |                |                |  |  |                        |       |
|  | Brasil (pen)                 | 0 (4)                     |                             |       |                |                |  |  |                        |       |
|  | Brasil (pen)                 | 0 (4)                     | 2 de julho – Belo Horizonte |       |                |                |  |  |                        |       |
|  | Paraguai                     | 0 (3)                     |                             |       |                |                |  |  |                        |       |
|  | Paraguai                     | 0 (3)                     | Brasil                      | 2     |                |                |  |  |                        |       |
|  | 28 de junho – Rio de Janeiro |                           | Brasil                      | 2     |                |                |  |  |                        |       |
|  |                              | Argentina                 | 0                           |       |                |                |  |  |                        |       |
|  | Venezuela                    | Argentina                 | 0                           | 0     |                |                |  |  |                        |       |
|  | Venezuela                    |                           | 7 de julho – Rio de Janeiro | 0     |                |                |  |  |                        |       |
|  | Argentina                    | 2                         |                             |       |                |                |  |  |                        |       |
|  | Argentina                    | 2                         | Brasil                      | 3     |                |                |  |  |                        |       |
|  | 28 de junho – São Paulo      |                           | Brasil                      | 3     |                |                |  |  |                        |       |
|  |                              | Peru                      | 1                           |       |                |                |  |  |                        |       |
|  | Colômbia                     | Peru                      | 1                           | 0 (4) |                |                |  |  |                        |       |
|  | Colômbia                     | 3 de julho – Porto Alegre |                             | 0 (4) |                |                |  |  |                        |       |
|  | Chile (pen)                  | 0 (5)                     |                             |       |                |                |  |  |                        |       |
|  | Chile (pen)                  | 0 (5)                     | Chile                       | 0     | Terceiro lugar | Terceiro lugar |  |  |                        |       |
|  | 29 de junho – Salvador       |                           | Chile                       | 0     | Terceiro lugar | Terceiro lugar |  |  |                        |       |
|  |                              | Peru                      | 3                           |       |                |                |  |  |                        |       |
|  | Uruguai                      | Peru                      | 3                           | 0 (4) | Argentina      | 2              |  |  |                        |       |
|  | Uruguai                      |                           |                             | 0 (4) | Argentina      | 2              |  |  |                        |       |
|  | Peru (pen)                   | 0 (5)                     |                             | Chile | 1              |                |  |  |                        |       |
|  | Peru (pen)                   | 0 (5)                     |                             |       | 1              |                |  |  |                        |       |
|  |                              |                           |                             |       |                |                |  |  | 6 de julho – São Paulo |       |
|  |                              |                           |                             |       |                |                |  |  |                        |       |

## Quartas de final

### Brasil vs. Paraguai
| 27 de junho | Brasil | 0 – 0     | Paraguai | Arena do Grêmio, Porto Alegre              |
| 21:30       |        | Relatório |          | Público: 48 211 Árbitro: CHI Roberto Tobar |

|                                                                    |       | Penalidades                         |  |
| Willian Marquinhos Philippe Coutinho Roberto Firmino Gabriel Jesus | 4 – 3 | Gómez Almirón Valdez Rojas González |  |

| Brasil | Paraguai |

| G              | 1  | Alisson           |     |     |
| LD             | 13 | Daniel Alves      |     | 84' |
| Z              | 4  | Marquinhos        |     |     |
| Z              | 2  | Thiago Silva      |     |     |
| LE             | 6  | Filipe Luís       | 43' | 45' |
| V              | 8  | Arthur            | 83' |     |
| V              | 15 | Allan             |     | 70' |
| M              | 11 | Philippe Coutinho |     |     |
| M              | 9  | Gabriel Jesus     |     |     |
| M              | 19 | Everton           |     |     |
| A              | 20 | Roberto Firmino   | 46' |     |
| Substituições: |    |                   |     |     |
| Z              | 12 | Alex Sandro       |     | 45' |
| M              | 10 | Willian           |     | 70' |
| M              | 18 | Lucas Paquetá     |     | 84' |
| Treinador:     |    |                   |     |     |
| Tite           |    |                   |     |     |

| G               | 12 | Gatito Fernández    |     |     |
| Z               | 15 | Gustavo Gómez       |     |     |
| Z               | 4  | Fabián Balbuena     | 58' |     |
| Z               | 13 | Junior Alonso       | 36' |     |
| V               | 2  | Iván Piris          | 33' |     |
| V               | 18 | Santiago Arzamendia | 29' | 60' |
| M               | 10 | Derlis González     |     |     |
| M               | 6  | Richard Sánchez     |     | 87' |
| M               | 16 | Celso Ortiz         |     |     |
| M               | 17 | Hernán Pérez        |     | 73' |
| A               | 23 | Miguel Almirón      |     |     |
| Substituições:  |    |                     |     |     |
| Z               | 5  | Bruno Valdez        | 60' |     |
| M               | 8  | Rodrigo Rojas       | 73' |     |
| Z               | 3  | Juan Escobar        | 87' |     |
| Treinador:      |    |                     |     |     |
| Eduardo Berizzo |    |                     |     |     |

| Homem do jogo: Gatito Fernández Assistentes: CHI Christian Schiemann CHI Claudio Ríos Quarto árbitro: ECU Roddy Zambrano Árbitro assistente de vídeo: CHI Julio Bascuñán Assistentes do árbitro assistente de vídeo: CHI Piero Maza URU Nicolás Tarán |

### Venezuela vs. Argentina
| 28 de junho | Venezuela | 0 – 2     | Argentina                  | Estádio do Maracanã, Rio de Janeiro        |
| 16:00       |           | Relatório | Martínez 9' · Lo Celso 73' | Público: 50 092 Árbitro: COL Wilmar Roldán |

| Venezuela | Argentina |

| G              | 1  | Wuilker Faríñez    |       |     |
| LD             | 20 | Ronald Hernández   |       |     |
| Z              | 4  | Jhon Chancellor    |       |     |
| Z              | 14 | Luis Mago          |       | 55' |
| LE             | 16 | Roberto Rosales    |       | 82' |
| V              | 5  | Júnior Moreno      |       |     |
| V              | 15 | Jhon Murillo       |       |     |
| V              | 8  | Tomás Rincón       | 11'   |     |
| V              | 6  | Yangel Herrera     | 15'   |     |
| M              | 7  | Darwin Machís      |       | 70' |
| A              | 23 | Salomón Rondón     | 43'   |     |
| Substituições: |    |                    |       |     |
| A              | 18 | Yeferson Soteldo   | 90+4' | 55' |
| A              | 17 | Josef Martínez     |       | 70' |
| M              | 13 | Luis Manuel Seijas |       | 82' |
| Treinador:     |    |                    |       |     |
| Rafael Dudamel |    |                    |       |     |

| G              | 1  | Franco Armani      |     |     |
| LD             | 2  | Juan Foyth         |     |     |
| Z              | 6  | Germán Pezzella    |     |     |
| Z              | 17 | Nicolás Otamendi   |     |     |
| LE             | 3  | Nicolás Tagliafico |     |     |
| M              | 16 | Rodrigo De Paul    |     |     |
| M              | 5  | Leandro Paredes    |     |     |
| M              | 8  | Marcos Acuña       | 41' | 67' |
| A              | 10 | Lionel Messi       |     |     |
| A              | 22 | Lautaro Martínez   | 15' | 63' |
| A              | 9  | Sergio Agüero      |     | 84' |
| Substituições: |    |                    |     |     |
| M              | 11 | Ángel Di María     |     | 63' |
| M              | 20 | Giovani Lo Celso   |     | 67' |
| A              | 21 | Paulo Dybala       |     | 84' |
| Treinador:     |    |                    |     |     |
| Lionel Scaloni |    |                    |     |     |

| Homem do jogo: Lautaro Martínez Assistentes: COL Wilmar Navarro COL Jhon León Quarto árbitro: PER Diego Haro Árbitro assistente de vídeo: COL Andrés Rojas Assistentes do árbitro assistente de vídeo: COL Nicolás Gallo URU Richard Trinidad |

### Colômbia vs. Chile
| 28 de junho | Colômbia | 0 – 0     | Chile | Arena Corinthians, São Paulo               |
| 20:20       |          | Relatório |       | Público: 44 058 Árbitro: ARG Néstor Pitana |

|                                         |       | Penalidades                          |  |
| Rodríguez Cardona Cuadrado Mina Tesillo | 4 – 5 | Vidal Vargas Pulgar Aránguiz Sánchez |  |

| Colômbia | Chile |

| G              | 1  | David Ospina     |     |     |
| LD             | 3  | Stefan Medina    | 43' |     |
| Z              | 13 | Yerry Mina       |     |     |
| Z              | 23 | Davinson Sánchez |     |     |
| LE             | 6  | William Tesillo  |     |     |
| M              | 11 | Juan Cuadrado    | 69' |     |
| M              | 5  | Wílmar Barrios   |     |     |
| M              | 15 | Mateus Uribe     |     | 66' |
| A              | 10 | James Rodríguez  | 87' |     |
| A              | 9  | Radamel Falcao   |     | 76' |
| A              | 20 | Roger Martínez   |     | 80' |
| Substituições: |    |                  |     |     |
| M              | 8  | Edwin Cardona    |     | 66' |
| A              | 7  | Duván Zapata     |     | 76' |
| A              | 14 | Luis Díaz        |     | 80' |
| Treinador:     |    |                  |     |     |
| Carlos Queiroz |    |                  |     |     |

| G              | 1  | Gabriel Arias         |     |     |
| LD             | 4  | Mauricio Isla         |     |     |
| Z              | 17 | Gary Medel            |     |     |
| Z              | 3  | Guillermo Maripán     |     |     |
| LE             | 15 | Jean Beausejour       |     |     |
| M              | 8  | Arturo Vidal          | 58' |     |
| M              | 13 | Erick Pulgar          |     |     |
| M              | 20 | Charles Aránguiz      | 7'  |     |
| A              | 6  | José Pedro Fuenzalida |     | 74' |
| A              | 11 | Eduardo Vargas        |     |     |
| A              | 7  | Alexis Sánchez        |     |     |
| Substituições: |    |                       |     |     |
| M              | 14 | Esteban Pavez         |     | 74' |
| Treinador:     |    |                       |     |     |
| Reinaldo Rueda |    |                       |     |     |

| Homem do jogo: Arturo Vidal Assistentes: ARG Hernán Maidana ARG Juan Pablo Belatti Quarto árbitro: BRA Anderson Daronco Árbitro assistente de vídeo: ARG Fernando Rapallini Assistentes do árbitro assistente de vídeo: BOL Gery Vargas ARG Ezequiel Brailovsky |

### Uruguai vs. Peru
| 29 de junho | Uruguai | 0 – 0     | Peru | Arena Fonte Nova, Salvador                  |
| 16:00       |         | Relatório |      | Público: 21 176 Árbitro: BRA Wilton Sampaio |

|                                         |       | Penalidades                             |  |
| Suárez Cavani Stuani Bentancur Torreira | 4 – 5 | Guerrero Ruidíaz Yotún Advíncula Flores |  |

| Uruguai | Peru |

| G              | 1  | Fernando Muslera       |     |       |
| LD             | 4  | Giovanni González      |     |       |
| Z              | 2  | José Giménez           |     |       |
| Z              | 3  | Diego Godín            | 32' |       |
| LE             | 22 | Martín Cáceres         |     |       |
| M              | 8  | Nahitan Nández         |     | 56'   |
| M              | 15 | Federico Valverde      | 69' | 90+6' |
| M              | 6  | Rodrigo Bentancur      |     |       |
| M              | 10 | Giorgian De Arrascaeta |     |       |
| A              | 21 | Edinson Cavani         |     |       |
| A              | 9  | Luis Suárez            |     |       |
| Substituições: |    |                        |     |       |
| M              | 14 | Lucas Torreira         |     | 56'   |
| A              | 11 | Cristhian Stuani       |     | 90+6' |
| Treinador:     |    |                        |     |       |
| Óscar Tabárez  |    |                        |     |       |

| G              | 1  | Pedro Gallese       |     |     |
| LD             | 17 | Luis Advíncula      |     |     |
| Z              | 2  | Luis Abram          |     |     |
| Z              | 15 | Carlos Zambrano     | 48' |     |
| LE             | 6  | Miguel Trauco       |     |     |
| V              | 19 | Yoshimar Yotún      |     |     |
| V              | 13 | Renato Tapia        |     |     |
| M              | 18 | André Carrillo      |     | 74' |
| M              | 8  | Christian Cueva     | 63' | 84' |
| M              | 20 | Edison Flores       |     |     |
| A              | 9  | Paolo Guerrero      |     |     |
| Substituições: |    |                     |     |     |
| M              | 23 | Christofer Gonzáles |     | 74' |
| A              | 11 | Raúl Ruidíaz        |     | 84' |
| Treinador:     |    |                     |     |     |
| Ricardo Gareca |    |                     |     |     |

| Homem do jogo: Pedro Gallese Assistentes: BRA Kléber Lúcio Gil BRA Rodrigo Corrêa Quarto árbitro: PAR Arnaldo Samaniego Árbitro assistente de vídeo: ARG Patricio Loustau Assistentes do árbitro assistente de vídeo: VEN Jesús Valenzuela PAR Eduardo Cardozo |

## Semifinais

### Brasil vs. Argentina
| 2 de julho | Brasil                                  | 2 – 0     | Argentina | Estádio Mineirão, Belo Horizonte            |
| 21:30      | Gabriel Jesus 18' · Roberto Firmino 70' | Relatório |           | Público: 55 947 Árbitro: ECU Roddy Zambrano |

| Brasil | Argentina |

| G              | 1  | Alisson           |     |     |
| LD             | 13 | Daniel Alves      | 38' |     |
| Z              | 4  | Marquinhos        |     | 63' |
| Z              | 2  | Thiago Silva      |     |     |
| LE             | 12 | Alex Sandro       |     |     |
| V              | 5  | Casemiro          |     |     |
| V              | 8  | Arthur            |     |     |
| M              | 11 | Philippe Coutinho |     |     |
| M              | 9  | Gabriel Jesus     |     | 79' |
| M              | 19 | Everton           |     | 45' |
| A              | 20 | Roberto Firmino   |     |     |
| Substituições: |    |                   |     |     |
| M              | 10 | Willian           |     | 45' |
| Z              | 3  | Miranda           |     | 63' |
| V              | 15 | Allan             |     | 79' |
| Treinador:     |    |                   |     |     |
| Tite           |    |                   |     |     |

| G              | 1              | Franco Armani      |     |     |
| LD             | 2              | Juan Foyth         | 56' |     |
| Z              | 6              | Germán Pezzella    |     |     |
| Z              | 17             | Nicolás Otamendi   |     |     |
| LE             | 3              | Nicolás Tagliafico |     | 84' |
| M              | 5              | Leandro Paredes    |     |     |
| M              | 16             | Rodrigo De Paul    |     | 66' |
| M              | 8              | Marcos Acuña       | 38' | 58' |
| A              | 10             | Lionel Messi       |     |     |
| A              | 9              | Sergio Agüero      |     |     |
| A              | 22             | Lautaro Martínez   | 57' |     |
| Substituições: |                |                    |     |     |
| M              | 11             | Ángel Di María     |     | 58' |
| M              | 20             | Giovani Lo Celso   |     | 66' |
| M              | 21             | Paulo Dybala       |     | 84' |
| Treinador:     |                |                    |     |     |
| Lionel Scaloni | Lionel Scaloni | Lionel Scaloni     | 74' |     |

| Homem do jogo: Daniel Alves Assistentes: ECU Christian Lescano ECU Byron Romero Quarto árbitro: URU Esteban Ostojich Árbitro assistente de vídeo: URU Leodán González Assistentes do árbitro assistente de vídeo: VEN Jesús Valenzuela URU Nicolás Tarán |

### Chile vs. Peru
| 3 de julho | Chile | 0 – 3     | Peru                                  | Arena do Grêmio, Porto Alegre              |
| 21:30      |       | Relatório | Flores 20' · Yotún 37' · Guerrero 90' | Público: 33 046 Árbitro: COL Wilmar Roldán |

| Chile | Peru |

| G              | 1  | Gabriel Arias         |     |     |
| LD             | 4  | Mauricio Isla         |     |     |
| Z              | 17 | Gary Medel            |     |     |
| Z              | 3  | Guillermo Maripán     |     | 89' |
| LE             | 15 | Jean Beausejour       |     |     |
| M              | 8  | Arturo Vidal          |     |     |
| M              | 13 | Erick Pulgar          | 74' |     |
| M              | 20 | Charles Aránguiz      |     |     |
| A              | 6  | José Pedro Fuenzalida |     | 45' |
| A              | 11 | Eduardo Vargas        |     |     |
| A              | 7  | Alexis Sánchez        |     |     |
| Substituições: |    |                       |     |     |
| A              | 22 | Ángelo Sagal          | 86' | 45' |
| A              | 9  | Nicolás Castillo      |     | 89' |
| Treinador:     |    |                       |     |     |
| Reinaldo Rueda |    |                       |     |     |

| G              | 1  | Pedro Gallese       |     |     |
| LD             | 17 | Luis Advíncula      | 71' |     |
| Z              | 15 | Carlos Zambrano     |     |     |
| Z              | 2  | Luis Abram          |     |     |
| LE             | 6  | Miguel Trauco       |     |     |
| V              | 13 | Renato Tapia        |     |     |
| V              | 19 | Yoshimar Yotún      |     |     |
| M              | 18 | André Carrillo      |     | 70' |
| M              | 8  | Christian Cueva     |     | 79' |
| M              | 20 | Edison Flores       |     | 49' |
| A              | 9  | Paolo Guerrero      |     |     |
| Substituições: |    |                     |     |     |
| M              | 23 | Christofer Gonzáles |     | 49' |
| M              | 14 | Andy Polo           |     | 70' |
| V              | 7  | Josepmir Ballón     |     | 79' |
| Treinador:     |    |                     |     |     |
| Ricardo Gareca |    |                     |     |     |

| Homem do jogo: Pedro Gallese Assistentes: COL Alexander Guzmán COL Wilmar Navarro Quarto árbitro: PAR Mario Díaz de Vivar Árbitro assistente de vídeo: COL Andrés Rojas Assistentes do árbitro assistente de vídeo: COL Nicolás Gallo COL Jhon León |

## Disputa pelo terceiro lugar
| 6 de julho | Argentina               | 2 – 1     | Chile           | Arena Corinthians, São Paulo                     |
| 16:00      | Agüero 11' · Dybala 21' | Relatório | Vidal 58' (pen) | Público: 44 262 Árbitro: PAR Mario Díaz de Vivar |

| Argentina | Chile |

| G              | 1  | Franco Armani      |       |     |
| LD             | 2  | Juan Foyth         | 78'   |     |
| Z              | 6  | Germán Pezzella    | 57'   |     |
| Z              | 17 | Nicolás Otamendi   |       |     |
| LE             | 3  | Nicolás Tagliafico | 90+2' |     |
| M              | 16 | Rodrigo De Paul    |       |     |
| M              | 5  | Leandro Paredes    | 62'   |     |
| M              | 20 | Giovani Lo Celso   |       | 89' |
| A              | 10 | Lionel Messi       | 36'   |     |
| A              | 21 | Paulo Dybala       |       | 66' |
| A              | 9  | Sergio Agüero      |       | 80' |
| Substituições: |    |                    |       |     |
| M              | 11 | Ángel Di María     |       | 66' |
| A              | 19 | Matías Suárez      |       | 80' |
| Z              | 13 | Ramiro Funes Mori  |       | 89' |
| Treinador:     |    |                    |       |     |
| Lionel Scaloni |    |                    |       |     |

| G              | 1  | Gabriel Arias     |     |     |
| LD             | 4  | Mauricio Isla     |     |     |
| Z              | 5  | Paulo Díaz        |     |     |
| Z              | 17 | Gary Medel        | 36' |     |
| Z              | 18 | Gonzalo Jara      |     | 49' |
| LE             | 15 | Jean Beausejour   | 15' |     |
| M              | 13 | Erick Pulgar      | 45' |     |
| M              | 20 | Charles Aránguiz  |     | 82' |
| M              | 8  | Arturo Vidal      | 25' |     |
| A              | 7  | Alexis Sánchez    |     | 16' |
| A              | 11 | Eduardo Vargas    |     |     |
| Substituições: |    |                   |     |     |
| A              | 19 | Junior Fernandes  |     | 16' |
| Z              | 3  | Guillermo Maripán |     | 49' |
| A              | 9  | Nicolás Castillo  |     | 82' |
| Treinador:     |    |                   |     |     |
| Reinaldo Rueda |    |                   |     |     |

| Homem do jogo: Paulo Dybala Assistentes: PAR Eduardo Cardozo PAR Darío Gaona Quarto árbitro: BOL Gery Vargas Árbitro assistente de vídeo: PER Diego Haro Assistentes do árbitro assistente de vídeo: COL Andrés Rojas PER Jonny Bossío |

## Final
| 7 de julho | Brasil                                                    | 3 – 1     | Peru               | Estádio do Maracanã, Rio de Janeiro        |
| 17:00      | Everton 14' · Gabriel Jesus 45+2' · Richarlison 89' (pen) | Relatório | Guerrero 43' (pen) | Público: 69 981 Árbitro: CHI Roberto Tobar |

| Brasil | Peru |

| G              | 1  | Alisson           |          |       |
| LD             | 13 | Daniel Alves      |          |       |
| Z              | 4  | Marquinhos        |          |       |
| Z              | 2  | Thiago Silva      | 52'      |       |
| LE             | 12 | Alex Sandro       |          |       |
| V              | 8  | Arthur            |          |       |
| V              | 5  | Casemiro          |          |       |
| M              | 11 | Philippe Coutinho |          | 76'   |
| A              | 9  | Gabriel Jesus     | 29', 69' |       |
| A              | 19 | Everton           |          | 90+1' |
| A              | 20 | Roberto Firmino   |          | 69'   |
| Substituições: |    |                   |          |       |
| M              | 21 | Richarlison       | 89'      | 74'   |
| LD             | 14 | Éder Militão      |          | 76'   |
| M              | 15 | Allan             |          | 90+1' |
| Treinador:     |    |                   |          |       |
| Tite           |    |                   |          |       |

| G              | 1  | Pedro Gallese       |     |     |
| LD             | 17 | Luis Advíncula      | 83' |     |
| Z              | 15 | Carlos Zambrano     | 67' |     |
| Z              | 2  | Luis Abram          |     |     |
| LE             | 6  | Miguel Trauco       |     |     |
| V              | 13 | Renato Tapia        | 49' | 81' |
| V              | 19 | Yoshimar Yotún      |     | 78' |
| M              | 20 | Edison Flores       |     |     |
| M              | 8  | Christian Cueva     |     |     |
| M              | 18 | André Carrillo      |     | 85' |
| A              | 9  | Paolo Guerrero      |     |     |
| Substituições: |    |                     |     |     |
| A              | 11 | Raúl Ruidíaz        |     | 78' |
| A              | 23 | Christofer Gonzáles |     | 81' |
| A              | 14 | Andy Polo           |     | 85' |
| Treinador:     |    |                     |     |     |
| Ricardo Gareca |    |                     |     |     |

| Homem do jogo: Everton Assistentes: CHI Christian Schiemann CHI Claudio Ríos Quarto árbitro: VEN Alexis Herrera Árbitro assistente de vídeo: CHI Julio Bascuñán Assistentes do árbitro assistente de vídeo: COL Nicolás Gallo COL Alexander Guzmán |